# Casarsa della Delizia
Die Gemeinde Casarsa della Delizia liegt in Nordost-Italien in der Region Friaul-Julisch Venetien. Sie liegt östlich von Pordenone und hat 8258 Einwohner (Stand 31. Dezember 2023).

## Geografie
Die Gemeinde umfasst neben dem Hauptort Casarsa della Delizia fünf weitere Ortschaften und Weiler: Boscat, San Floreano, San Giovanni, Versuta und Villa Sile. Sie hat eine Fläche von 20,4 km². Die Nachbargemeinden sind Arzene, Fiume Veneto, San Vito al Tagliamento, Valvasone, Zoppola und Codroipo (Provinz Udine).
Rund zwei Kilometer westlich des Ortes befindet sich der Militärflugplatz Casarsa della Delizia.

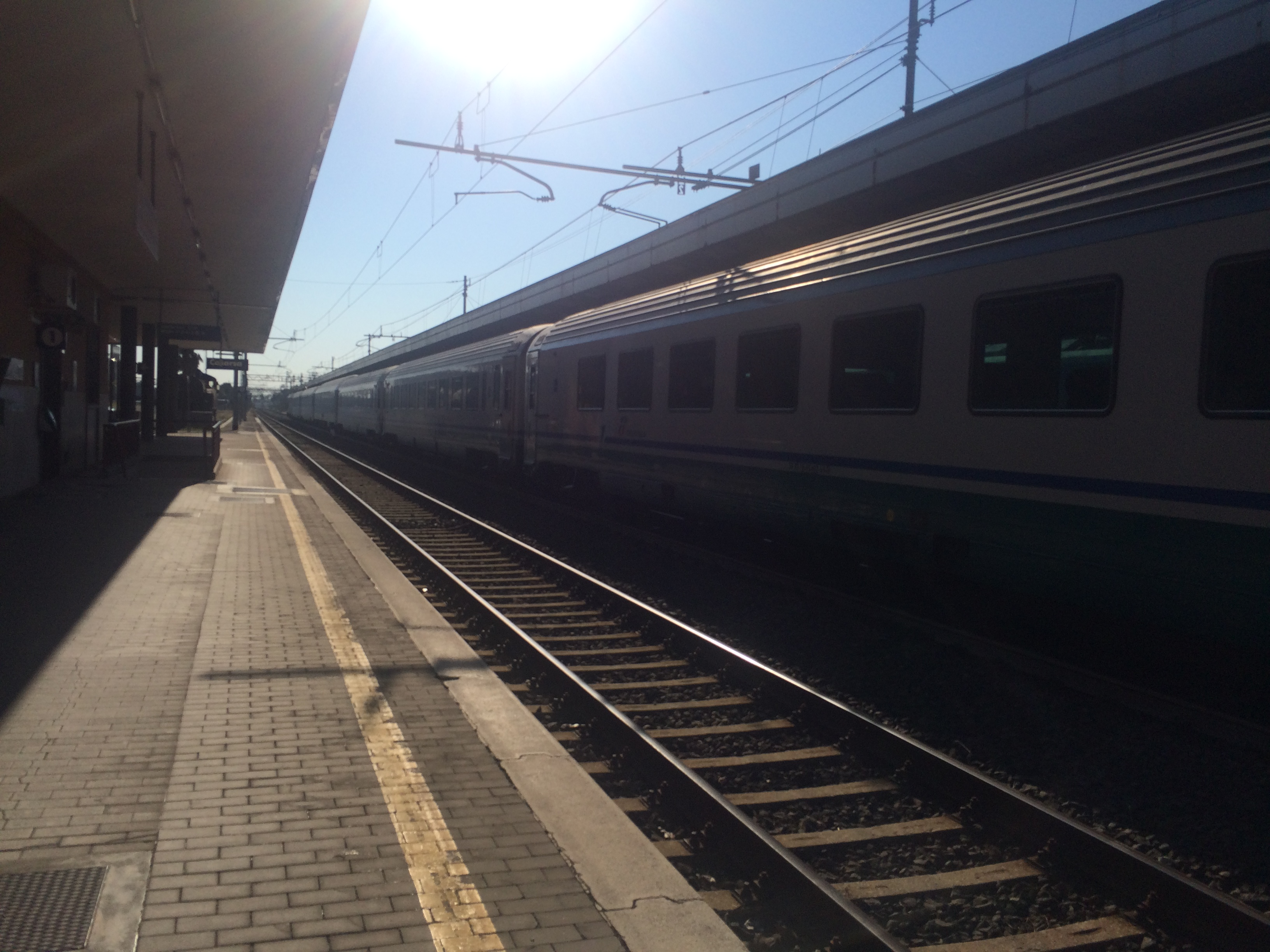
Der Bahnhof von Casarsa

## Pasolini
Der Schriftsteller und Regisseur Pier Paolo Pasolini arbeitete in den 1940er Jahren als Volksschullehrer in Casarsa della Delizia, der Heimat seiner Großeltern. Hier fand er 1975 auch seine letzte Ruhestätte auf dem Friedhof des Dorfes. Casarsa ist der Handlungsort seines 1944 verfassten Theaterstücks Die Türken in Friaul (furlanisch I Turcs tal Friùl, italienisch I Turchi nel Friuli).

## Söhne und Töchter der Gemeinde
- Candido Jacuzzi (1903–1986), Unternehmer und Erfinder (Whirlpool)
- Nico Naldini (1929–2020), Schriftsteller, Dokumentarfilmer und Dichter
- Silvano Bertolin (* 1938), Restaurator und Bildhauer